# Peberranke
Ampelopsis arborea er en slyngplante, der er hjemmehørende i Texas i USA og Mexico.

## Synonymer
Synonymer inkluderer: Ampelopsis bipinnata Michx., Ampelopsis pinnata DC., Cissus arborea (L.) Des Moul., Cissus bipinnata Elliott, Cissus orientalis Lam., Cissus stans Pers., Hedera arborea (L.) Walter, Nekemias bipinnata Raf., Vitis arborea L., Vitis bipinnata Torr. & A.Gray og Vitis orientalis (Lam.) Boiss.
| Botanik | Spire Denne botanikartikel er en spire som bør udbygges. Du er velkommen til at hjælpe Wikipedia ved at udvide den. |